# ائرو ای.۲۶
ائرو ای. ۲۶ (به انگلیسی: Aero A.26) یک هواپیمای ساختِ ائرو ودوکودی در کشور چکسلواکی است. این هواپیما در ۱۹۲۳ میلادی نخستین پرواز خود را انجام داد.